# 프런트윙
프런트 윙(FrontWing)은 연애 어드벤처 게임을 개발하는 회사다.본사는 도쿄도 타이토구.메인의 브랜드는 회사명과 같을 「FrontWing」이지만, 그 이외에, 「Survive(사바이브)」 「호치키스」 「b-Wings」등의 브랜드명에서도 소프트를 판매하고 있다.
컨슈머판에 무슨 작품이나 이식되고 있지만, 기본적으로 이식판의 개발도 동사가 행하고 있다.

## 발매 게임 일람

### FrontWing
- 2000년 8월 4일 - 카나리아 ~이 구상을 노래에 실어∼
  - 2001년 11월 22일 - 카나리아 ~이 구상을 노래에 실어∼ 통상판
- 2001년 11월 22일 - 훌리건
- 2002년 4월 26일 - 426
  - 옴니버스 형식에서 「아즈라엘」 「스위트 유산」 「501」를 수록.
- 2002년9월 27일 - 마녀의 다회
- 2003년3월 28일 - 스위트 유산~나와 그녀의 여승~있어 관계~
  - PS2판 「스위트 유산 나와 그녀의 이름도 없는 과자」의 역이식.
- 2003년 8월 29일 - 사립 아키하바라 학원
- 2003년 12월 19일 - 아송곳니 와
- 2004년 4월 23일 - 마계천사지브릴
- 2004년 8월 27일 - 소라우타
- 2005년 4월 22일 - 마계천사지브릴 -episode2-
- [[2006년] ]2월 24일 - 진부
- 2006년 9월 29일 - !
- 2007년 3월 23일 - 너 벗긴다
- 2007년 12월 27일 - 타임리프
- 2008년 6월 27일 - 마계천사지브릴 -episode3-
- 2008년 12월 26일 - 해 노래
- 2009년 8월 28일 - 타임리프등이다 의자
- 2009년 겨울 - 해 노래 Starlight Serenade

### Survive
- 2002년12월 20일 - 아즈라엘
- 2003년1월 31일 - 세파레이트브르
- 2003년12월 19일 - 유키 노래

### 호치키스
- 2002년8월 23일 - 크랭크인 이른 봄부
- 2003년10월 10일 - 쌍둥이 있어

### b-Wings
- 2003년8월 28일 - Take Off!!

### 그 외
- 2002년10월 25일 - 피아노스트레인
  - teamFALSTAFF가 개발.FrontWing가 판매.

## 컨슈머 이식 작품
이식 작품의 판매원은 타사이지만, 기본적으로 개발은 동사가 행하고 있다.

### 드림 캐스트판
- 2001년8월 23일 - 카나리아 ~이 구상을 노래에 실어∼(판매원：NEC 인터 채널)
- 2003년6월 26일 - 마녀의 다회(판매원：NEC 인터 채널)

### 플레이 스테이션 2판
- 2002년8월 29일 - 훌리건 ~너 속의 용기~(판매원：PCCW Japan)
- 2002년12월 26일 - 스위트 유산 ~나와 그녀의 이름도 없는 과자~(판매원：PCCW Japan)
  - 426 수록판 「스위트 유산」의 리메이크.
- 2003년4월 10일 - 카나리아 ~이 구상을 노래에 실어∼(판매원：NEC 인터 채널)